# Akashic Records of the Bastard Magic Instructor
Akashic Records of the Bastard Magic Instructor (jap. ロクでなし魔術講師と禁忌教典, Roku de Nashi Majutsu Kōshi to Akashikku Rekōdo) ist eine Light-Novel-Reihe von Autor Tarō Hitsuji mit Illustrationen von Kurone Mishima. Sie erscheint seit 2014 in Japan und wurde als Manga und Anime-Fernsehserie adaptiert.

## Inhalt
An der Magierakademie beginnt Glenn Radars seinen Dienst als Ersatzlehrer für die Klasse, in die auch die engagierten Schülerinnen Lumia Tingel und Sistine Fibel gehen. Doch Glenn Radars scheint zunächst, ganz anders als sein Vorgänger, faul und unfähig zu sein. Sistine Fibel ist enttäuscht, da die fleißige Schülerin selbst von Magie begeistert ist und danach strebt, die Geheimnisse des geheimnisvollen Fliegenden Schlosses zu lüften, wie es der Wunsch ihres Großvaters war. Doch mit der Zeit zeigen sich die ungewöhnlichen Fähigkeiten Glenn Radars, der sich in Wirklichkeit gut mit allen Arten von Magie auskennt, seine eigenen Kräfte aber zurückhält und lieber ohne sie kämpft.

## Buch-Veröffentlichungen
Die Light Novel erscheint seit Juli 2011 beim Verlag Fujimi Shobō, der bisher 22 Bände herausbrachte. Die Bände verkauften sich 2016 über 160.000 Mal und 2017 schließlich über 440.000 Mal, womit die Serie auf Platz 8 der meistverkauften Light Novels in Japan lag.
Eine Adaption als Manga von Aosa Tsunemi erschien von März 2015 bis Juni 2021 im Magazin Gekkan Shōnen Ace bei Kadokawa Shoten. Die Kapitel wurden auch in 16 Sammelbänden veröffentlicht. Der Band 6 verkaufte sich in den ersten beiden Wochen über 28.000 Mal in Japan. Eine deutsche Übersetzung erschien von März 2019 bis Mai 2023 vollständig bei Tokyopop. Eine englische erscheint bei Seven Seas Entertainment.

## Animeserie
Beim Studio Liden Films entstand 2017 eine 12-teilige Animeserie zur Light Novel. Regie führte Minato Kazuto und Hauptautor war Tōko Machida. Das Charakterdesign entwarf Satoshi Kimura und die künstlerische Leitung lag bei Yūji Kaneko.
Die 24 Minuten langen Folgen wurden vom 4. April bis 20. Juni 2017 von den Sendern BS11, AT-X, Tokyo MX, MBS und TV Aichi in Japan gezeigt. Crunchyroll brachte den Anime weltweit als Simulcast, unter dem Titel Akashic Records of Bastard Magic Instructor, heraus. Später erfolgte in Amerika eine DVD- und  BluRay-Veröffentlichung über Funimation Entertainment. Crunchyroll gab für die Serie eine deutsche Synchronisation in Auftrag, die am 7. August 2019 auf der Plattform erschienen ist.

### Synchronisation
| Rolle         | japanischer Sprecher (Seiyū) |
| ------------- | ---------------------------- |
| Sistine Fibel | Akane Fujita                 |
| Glenn Radars  | Sōma Saitō                   |
| Lumia Tingel  | Yume Miyamoto                |
| Re=L Rayford  | Ari Ozawa                    |

### Musik
Die Serienmusik stammt von Hiroaki Tsutsumi. Der Vorspanntitel Blow out stammt von Konomi Suzuki und das Abspannlied ist Precious You von Akane Fujita, Yume Miyamoto und Ari Ozawa.